# Steeve Ho You Fat
Steeve Ho You Fat, né le 12 juin 1988 à Cayenne en Guyane, est un joueur français de basket-ball. Il évolue au poste d'ailier fort au Fos Provence Basket.

## Biographie
Steeve Ho You Fat commence le basket à 14 ans en Guyane, de son propre aveu en faisant l'école buissonnière. Il est alors repéré par un entraîneur lors d'une séance de rue en 2003-2004. Il intègre le pôle espoir de la Guyane et y côtoie notamment l'intérieur Claude Marquis. En juin 2004, il est repéré par Cholet Basket lors d'un camp en Guyane et intègre le pôle espoir de Cholet.
C'est Erman Kunter, alors entraîneur de Cholet Basket qui lui donne sa chance en Coupe d'Europe en 2008.
En 2009, il signe à Antibes et réalise une très bonne première saison (12,6 points, 5 rebonds et 12,3 d'évaluation en moyenne pour 13 matchs joués). L'année suivante, il ne confirmera pas cette belle progression en descendant en dessous des 10 points de moyenne mais joue néanmoins 32 matches dont 24 comme titulaire. Il avouera plus tard avoir pris la « grosse tête » après sa première saison à Antibes.
Il se relance avec l'ALM Évreux Basket en 2011. Sa première saison est moyenne mais l'exercice 2012/2013 le place comme l'un des meilleurs intérieurs de Pro B. Désigné meilleur joueur du mois d'avril, il est nommé pour les trophées LNB 2013 dans les catégories MVP français de Pro B et Meilleur progression de Pro B,, terminant troisième lors de ces deux classements.
À l'issue de la saison 2012-2013, il retourne à Cholet. Ce retour ne se passe pas aussi bien que cela. Et après une saison délicate, il décide en accord avec les dirigeants choletais de résilier son contrat. Il signe alors à Roanne tout juste relégué en Pro B pour la saison 2014-2015. Cependant, là encore Steeve Ho You Fat peine à retrouver son niveau de jeu et l'aventure roannaise tourne court. En juillet 2015, il s'engage alors avec le BC Orchies en Pro B.
Après une année compliquée pour Orchies, reléguée en N1, il est rappelé par son ancien entraîneur de l'ALM Evreux, Rémy Valin et signe au Rouen Métropole Basket pour la saison 2016-2017. Il retrouve finalement les bords de l'Iton en retournant à l'ALM pour la saison 2017-2018. Après deux ans en Pro B à Évreux, Steeve Ho You Fat retente sa chance en première division dans l'élite en signant à la Chorale de Roanne tout juste promue en Jeep Élite.
En juin 2021, Steeve Ho You Fat s'engage pour deux saisons en première division avec les Levallois Metropolitans.
En avril 2023, Ho You Fat se bat avec son coéquipier Tremont Waters. Une procédure disciplinaire est engagée par le club à l'encontre des deux joueurs. Waters décide de quitter le club peu après et retourne aux Gigantes de Carolina, à Porto Rico,.
Le 17 juillet 2023, il signe avec le Fos Provence Basket en Pro B.

## Palmarès

### Distinctions personnelles
- Joueur du mois d'avril 2012-2013 de Pro B[2]